# Gerhard Streminger
Gerhard Streminger (Graz, 1952) è un filosofo austriaco.

## Biografia
Gerhard Streminger ha studiato, a partire dal 1970, filosofia e matematica a Graz, Gottinga, Edimburgo e Oxford.  Dal 1975 fino al 1997 ha lavorato presso l'Istituto di Filosofia dell'Università di Graz, dove nel 1978 ha conseguito la laurea in Filosofia. Tre anni dopo Streminger ha insegnato come professore a contratto (visiting professor) all'Università del Minnesota a Minneapolis. Nel 1984 ha conseguito la libera docenza in Filosofia, e nel 1995 il titolo di professore universitario straordinario. Streminger ha ottenuto numerosi riconoscimenti: nel 1974 una borsa di studio del DAAD (servizio estero accademico tedesco), e nel 1978 una borsa di studio dal British Council. Nel 1991/92 ha proseguito il proprio lavoro di ricerca presso l'Università di Bochum con una borsa di studio Humboldt. Streminger è membro del consiglio della Fondazione Giordano Bruno. Nel 2006 la Fondazione Kellmann ha conferito a Streminger il premio David Hume.

## Opere
Streminger si è imposto come editore e traduttore delle opere di David Hume: le sue biografie e commenti riguardo Hume e Adam Smith sono parte integrante dei classici in lingua tedesca. Streminger ha inoltre pubblicato una serie di saggi sui due filosofi scozzesi. La sua opera filosofica più importante La bontà di Dio ed il male del mondo tratta esaustivamente il problema della teodicea.

## Pubblicazioni
- David Hume. Il filosofo e la sua epoca. München: C.H. Beck 2011
- David Hume. Una ricerca sui principi della morale. (Traduzione ed edizione) Stuttgart: Reclam 1984, 3. Ed. 2002
- David Hume. Con autotestimonianze ed immagini documentarie. Reinbek: Rowohlt 1986, 3. Ed. 2003
- Adam Smith. Rowohlt, 2. Ed. 1999
- La bontà di Dio e il male del mondo: il problema della teodicea. Mohr Tübingen 1992 (in tedesco) e EffeElle Editori 2006 (in italiano).
- David Hume. La sua vita e le sue opere. Paderborn: Schöningh 1994, 2. Ed. 1994,  Edizione libri tascabili UTB 1995
- David Hume: Una ricerca sull'intelletto umano. Un commento introduttivo. Stuttgart: UTB 1995
- Il corso naturale delle cose. Saggi su Adam Smith e David Hume. Marburg: Metropolis 1995
- Ecce Terra. Norderstedt: Books on Demand 2008
- Il buon Dio non esiste. Aracne 2009.

### Pubblicazioni online in italiano
- Una critica dell'etica cristiana (PDF), su members.aon.at. URL consultato l'11 dicembre 2005 (archiviato dall'url originale il 30 settembre 2007).

traduzione italiana del saggio Eine Kritik der christlichen Ethik Archiviato il 25 dicembre 2005 in Internet Archive.  pubblicato sulla rivista Aufklärung und Kritik (1/1999)
- La bontà di Dio e il male del mondo: il problema della teodicea, su members.aon.at.

indice e prologo della edizione italiana del libro: La bontà di Dio e il male del mondo: il problema della teodicea (EffeElle Editori, 2006, ISBN 888946030X.